# J. C. Leyendecker
Joseph Christian Leyendecker (sinh ngày 23 tháng 3 năm 1874 - mất ngày 25 tháng 7 năm 1951) là một họa sĩ minh họa người Mỹ đầu thế kỷ 20. Ông được biết đến nổi tiếng với tranh minh họa trong áp phích, sách và quảng cáo, trang bìa cho tờ Saturday Evening Post, và biểu tượng Arrow Collar Man.
Vào những năm 1920, Cluett, Peabody & Co., một công ty có trụ sở tại Troy, New York bắt đầu sản xuất loại áo sơ mi có thể tháo rời cổ áo. Để quảng bá cho phong cách mới, họ bắt đầu một chiến dịch quảng cáo, trong đó một loạt tranh ảnh của những người đàn ông sành điệu về chiếc áo cổ tháo rời thể thao. Người mẫu trong ảnh, được phát triển bởi Leyendecker, đã trở thành biểu tượng của giới thời trang Mỹ. Arrow Collar Man là một trong những chiến dịch quảng cáo nổi tiếng nhất trong lịch sử.
Từ năm 1896 đến năm 1950, Leyendecker đã vẽ hơn 400 bìa tạp chí. Ông đại diện cho người "đã phát minh ra toàn bộ ý tưởng về thiết kế tạp chí hiện đại."

## Thư viện hình ảnh

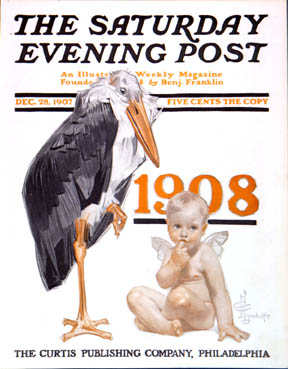
Ngày 28 tháng 12 năm 1907 của Leyendecker trên tờ bìa Saturday Evening Post.
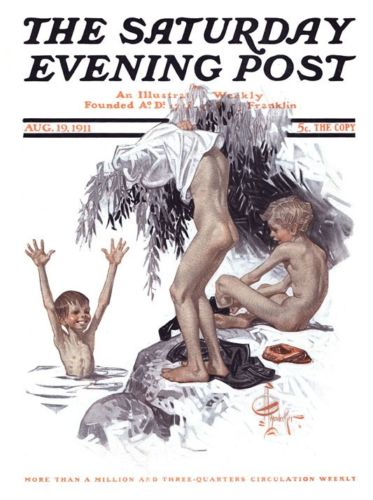
Ảnh bìa của  Saturday Evening Post ngày 19 tháng 8 năm 1911.
Minh họa Queen Maev trong Myths and Legends of the Celtic Race, 1911
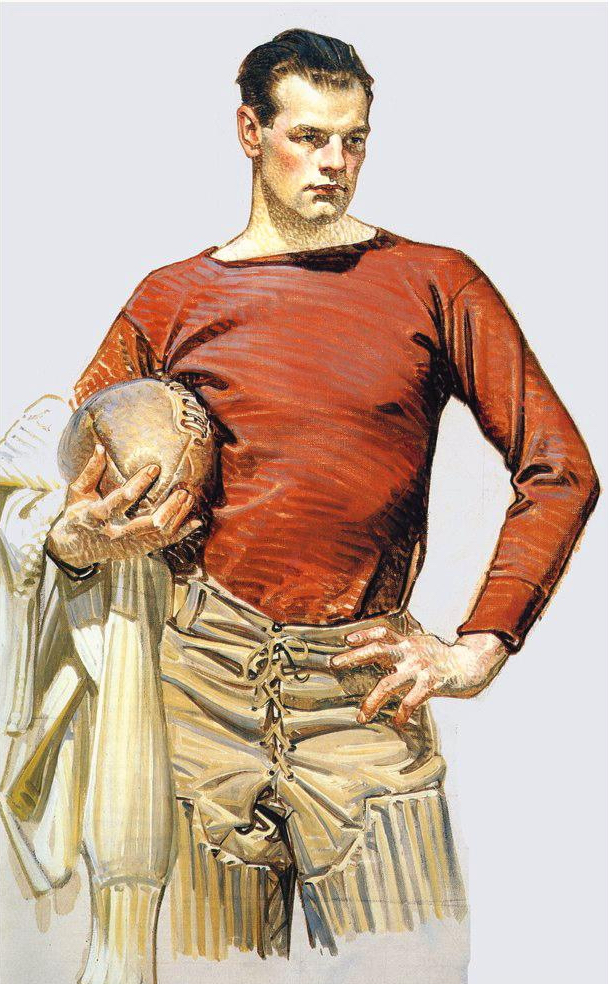
Hình vẽ năm 1913.
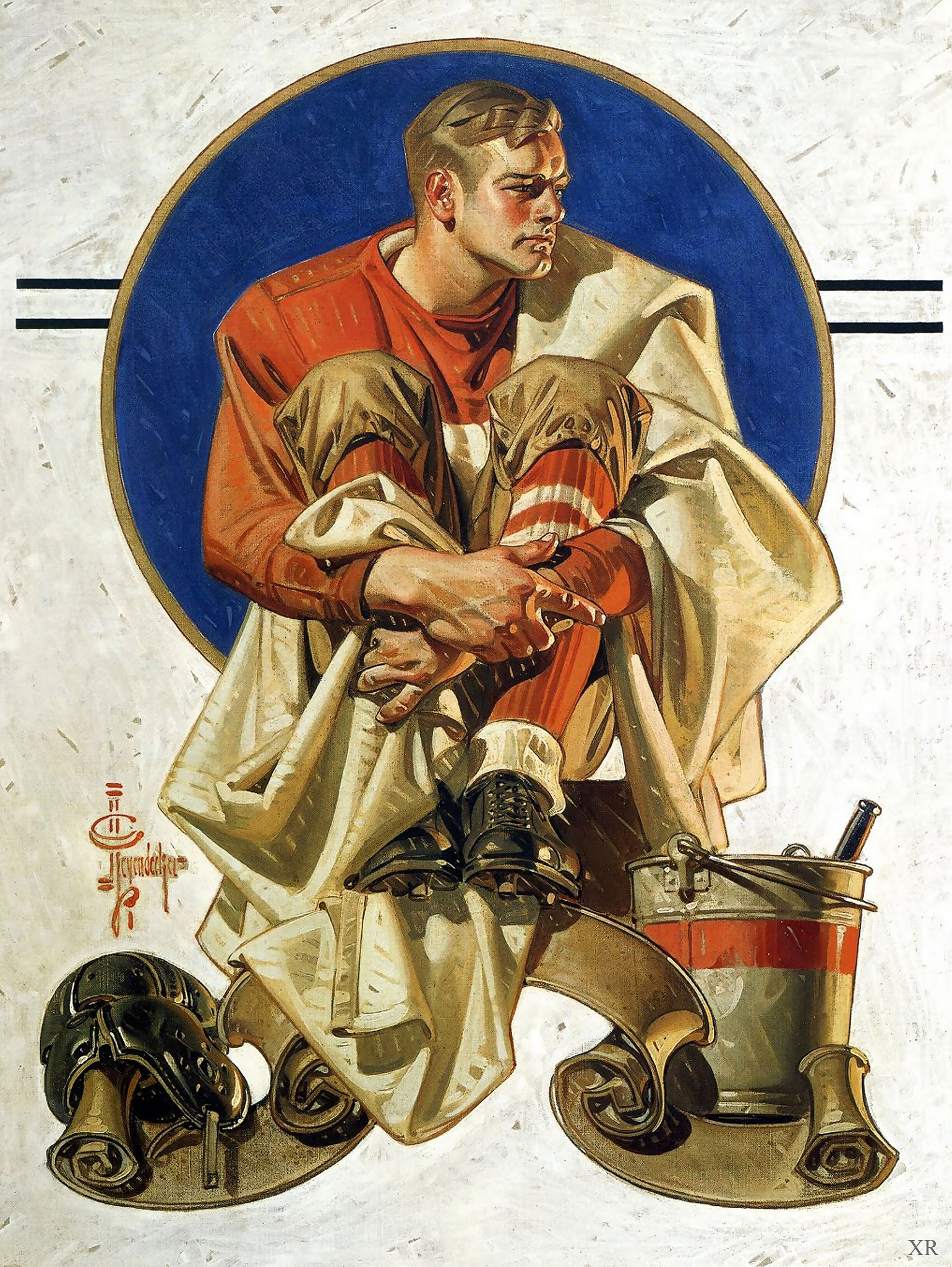
Cầu thủ bóng đá của Leyendecker cho tờ Saturday Evening Post.
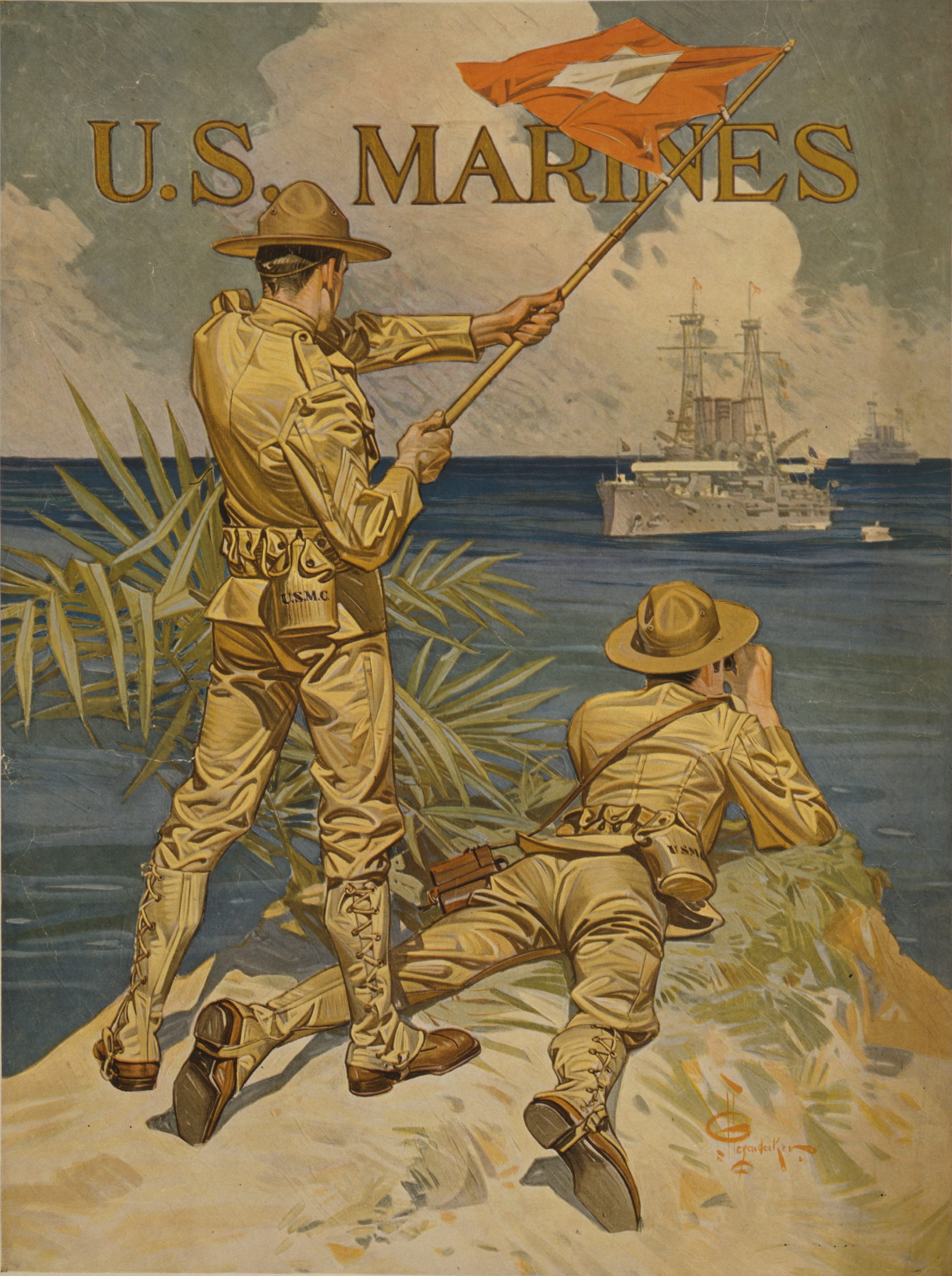
U.S. Marines
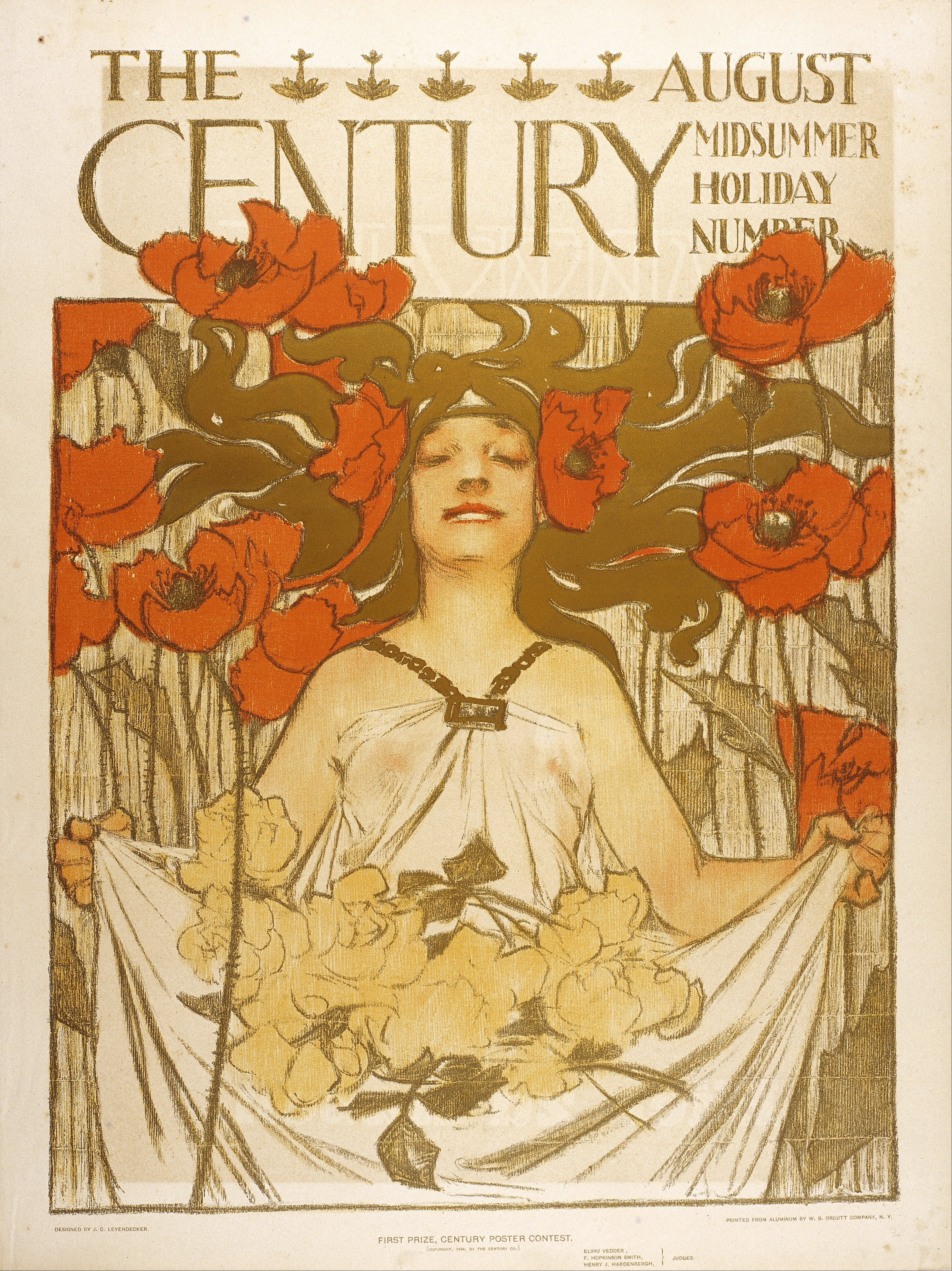
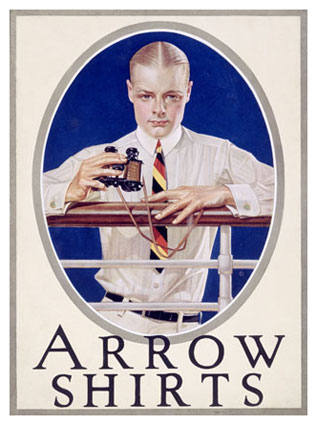
The Century
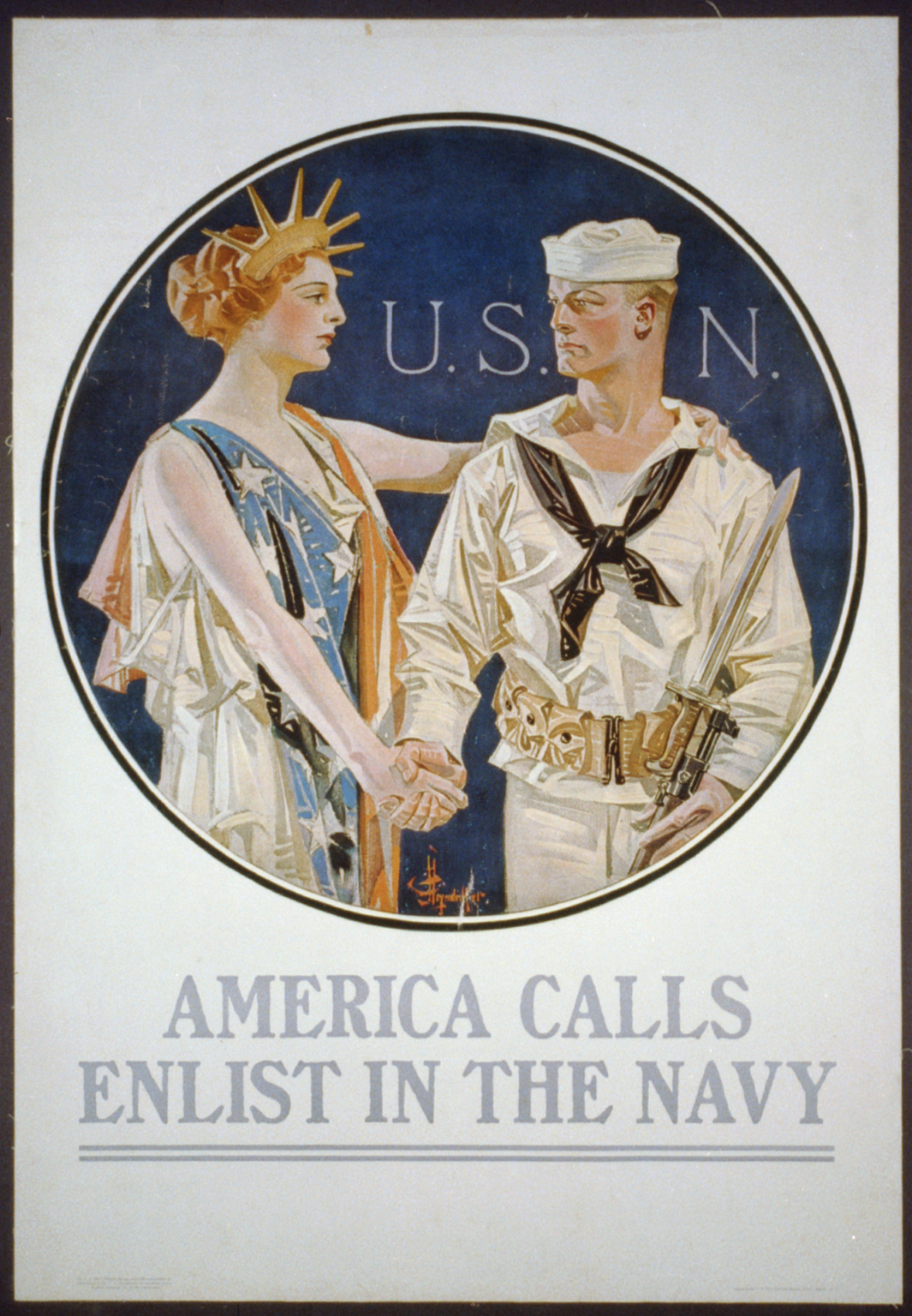
Quảng cáo kêu gọi người Mỹ nhập ngũ hải quân.

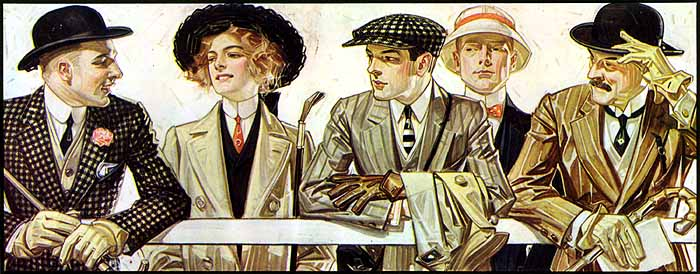
Minh họa cho thương hiệu Arrow Collar, 1907. J.C. Leyendecker.